# Porphyrinia bivitta
Porphyrinia bivitta là một loài bướm đêm trong họ Noctuidae.